# Win (Baseball)
Ein Win (angegeben mit W) ist eine Zählstatistik für Pitcher im Baseballsport. Es wird demjenigen Pitcher gutgeschrieben, der in dem Moment im Spiel war, in dem seine später siegreiche Mannschaft letztmals mit einem Run in Führung gegangen ist. Dieser Pitcher ist für dieses Spiel der Winning Pitcher. 
Ausnahme hierbei ist, dass ein Starting Pitcher mindestens fünf Halbinnings gespielt haben muss, um den Win gutgeschrieben zu bekommen. Hat der Starting Pitcher dies nicht erreicht, aber war trotzdem bei der letztmaligen Führung auf dem Feld, so wird einem der Relief Pitcher der Win zuerkannt.
In jedem Baseballspiel gibt es immer genau einen Winning Pitcher und einen Losing Pitcher, diese beiden werden Pitchers of Record genannt. Ein Pitcher of Record kann niemals ein Save gutgeschrieben bekommen.
Die Summe aller Wins und Losses werden für gewöhnlich gemeinsam angegeben und als Pitching Record bezeichnet. Hat ein Pitcher also zum Beispiel einen Pitching Record von 14-8, so hat er 14 Wins gutgeschrieben bekommen und wurde mit 8 Losses belastet. Dieser Pitching Record kann für einzelne Spielzeiten, aber auch für die gesamte Karriere angegeben werden.